# Prisme de Dove
 (mars 2023).
Si vous disposez d'ouvrages ou d'articles de référence ou si vous connaissez des sites web de qualité traitant du thème abordé ici, merci de compléter l'article en donnant les références utiles à sa vérifiabilité et en les liant à la section « Notes et références ».

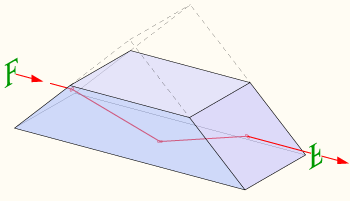
Un prisme de Dove.

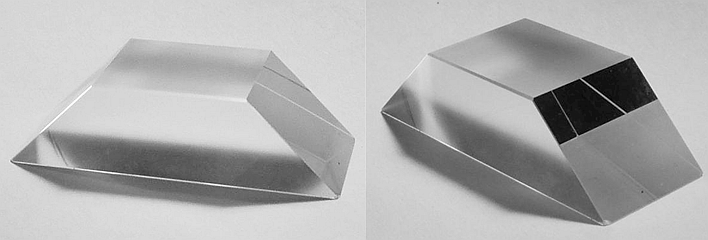
Prisme de Dove.

Un prisme de Dove est un type de prisme réflectif non dispersif du nom de son inventeur Heinrich Wilhelm Dove.

## Description
Il s'agit d'un prisme à angle droit tronqué par commodité. Le rayon incident pénètre avec une incidence à 45°, puis se réfléchit totalement sur la face opposée à l'arête de l'angle droit du fait de l'inclinaison du faisceau et l'indice des milieux (voir loi de Snell-Descartes). Le faisceau ressort parallèlement au rayon incident en renvoyant l'image symétrique par rapport au plan de réflexion.